# گورونتالو (استان)
گورونتالو (اندونزیایی: Gorontalo) یکی از استان‌های اندونزی است که در بخش شمالی جزیرهٔ سولاوسی واقع شده‌است.

## جغرافیا
این استان در دسامبر سال ۲۰۰۰ از استان سولاوسی شمالی مستقل شده و پایتخت آن، شهر گورونتالو است.
مساحت گورونتالو ۱۲٬۲۱۵٫۴۴ کیلومتر مربع بوده و جمعیت آن در سال ۲۰۰۰ بالغ بر ۸۳۰٬۲۰۰ نفر برآورد شده‌است. برپایهٔ همین آمار، تراکم جمعیت در هر کیلومتر مربع از این استان بالغ بر ۶۸ نفر است.

## مردم و مذهب
ساکنان اصلی گورونتالو را گورونتالویی‌ها تشکیل می‌دهند. اسلام دین غالب ساکنان این استان است. زبان اندونزیایی زبان رسمی گورونتالو بوده و اهالی به زبان محلی این منطقه سخن می‌گویند.